# Obrium madidum
Obrium madidum es una especie de escarabajo longicornio del género Obrium, categorizada en la tribu Obriini, de la subfamilia Cerambycinae. Fue descrita por Holzschuh en 2011.

## Descripción
Mide 2,9 mm de longitud.

## Distribución
Se distribuye por Malasia.